# Errol (musikalbum)
Errol er debutalbummet fra den svenske musiker og sangskriver Eddie Meduza. Det blev udgivet i 1975 via CBS og her bruger han sit rigtige navn Errol Norstedt. Først på det næste album begynder han at kalde sig Eddie Meduza. Albummet består af dansebandmusik der er influeret af blandt andet country, blues og psykedelisk musik.
Sangene "Tretton År" og "Här Hemma" fik coverversioner på dansk med Keld & The Donkeys og Peter Belli.

## Spor
Alle sange skrevet og komponeret af Errol Norstedt.
| 1. | "Tampico"                   | 03:35 |
| 2. | "Om Du Ändrar Dig"          | 02:35 |
| 3. | "Flickan I Huset Mittemot"  | 02:50 |
| 4. | "Går Du I Tankar?"          | 03:00 |
| 5. | "En Trevlig Röst I Telefon" | 03:26 |
| 6. | "Operator"                  | 03:27 |

| 1. | "Napoleon"       | 03:22 |
| 2. | "Tretton År"     | 03:25 |
| 3. | "Snus-kig Blues" | 02:11 |
| 4. | "Här Hemma"      | 03:18 |
| 5. | "Trösta Mej"     | 03:23 |
| 6. | "Nu E' De' Jag"  | 02:39 |

### Sangtitler på dansk
- Om Du Ändrar Dig - Hvis Du Ændrer Dig
- Flickan I Huset Mittemot - Pigen I Huset Overfor.
- En Trevlig Röst I Telefon - En Dejlig Stemme I Telefon.
- Trösta Mig - Trøst Mig.
- Nu E' De' Ja' - Nu Er Det Mig.

## Medvirkende
Musikere
- Errol Norstedt - Sang, guitar, elguitar og kor.
- Anders Henriksson - Klaviatur.
- Ulf Andersson - Saxofon.
- Christer Persson - Saxofon.
- Jan Lindegren - Steel guitar.
- Jan Bergman - Keyboard og bas.
- Ola Brunkert - Trommer.
- Roger Palm - Trommer.
- Kor - Errolettes som består af Beverly Glenn, Karin Stigmark og Agneta Gilstig.

Produktion
- Anders Henriksson - strygereindretning og blæserindretning
- Gabriel Uggla - foto
- Lennart Backman - layout
- Björn Almstedt - tekniker
- Adrian Moar - producer

## Anmeldelser
Ifølge avisen Alexandra i april 1975 så fik albummet meget gode anmeldelser. 
Mats Olsson fra Expressen beskrev albummet som festligt skrald og skrev dette om albummet, oversat fra svensk:
"Errol har overhovedet ingen indlæg i sin musik. Det er simpelt og topsvensk, ingen kan beskylde teksterne for at være væsentlige. Med andre ord - skrald. alt sammen, det er sjovere end gødningen, der strømmer ud af den kollektive gødningsbunke, der kaldes danseband."